# 25 cm schwerer Minenwerfer
25 cm schwerer Minenwerfer – niemiecki ciężki moździerz kalibru 250 milimetrów, wykorzystywany na frontach I wojny światowej.

## Opis
Niektóre z dział artyleryjskich używanych przez Armię Cesarstwa Niemieckiego podczas I wojny światowej nie były, technicznie rzecz biorąc działami, ale ciężkimi moździerzami. Jednym z takich moździerzy był 25 cm schwerer Minenwerfer wykorzystywany jako broń wsparcia, bo mógł strzelać pociskami o sile wybuchowej znacznie większej niż pociski artyleryjskie tego samego kalibru. Ze względu na stosunkowo niskie ciśnienie w lufie moździerza, w porównaniu na przykład z haubicą tej samej wielkości, łuska pocisku moździerzowego mogła być cieńsza, co pozwalało na większy ładunek materiału wybuchowego – pocisk moździerza 25 cm schwerer Minenwerfer zawierał około 47 kilogramów trotylu.
Pierwotnie moździerz produkowany przez Rheinmetall, był bronią specjalistyczną przeznaczoną dla niemieckich wojsk inżynieryjnych, używaną głównie do zwalczania przeszkód, które trudno zniszczyć tradycyjnymi środkami inżynieryjnymi i artylerią. 25 cm schwerer Minenwerfer był odprzodową pomniejszoną haubicą z gwintowaną lufą, hydropneumatycznym mechanizmem odrzutu i standardowym kątomierzem działowym. W 1916 roku do służby weszła nowa wersja (n.A) z dłuższą lufą, jednak zarówno stara (a.A), jak i nowa wersja pozostawały w służbie do końca wojny. Użyto go także w powstaniu Spartakusa w styczniu 1919 roku, ale na mocy traktatu wersalskiego kończącego I wojnę światową przekazano go entencie. Był podatny na przedwczesną detonację, a niska temperatura powietrza sprawiała, że lufa była krucha, co zwiększało ten problem. Stara wersja moździerza mogła wystrzelić pełnowymiarowy pocisk na odległość do 563 metrów, a nowa wersja wystrzeliwała pełnowymiarowy pocisk o wadze 97 kilogramów na odległość do 1077 metrów, który mógł penetrować ziemię do głębokości 9 metrów, co czyniło go skuteczną bronią przeciwko schronom i innym fortyfikacjom. Używano także mniejszego pocisku o wadze 60 kilogramów.
25 cm schwerer Minenwerfer był bardzo ciężki i nieporęczny w obsłudze, gdyż do jego przeniesienia potrzeba było około 21 ludzi. Wyposażony był w specjalne koła, które usuwano po ustawieniu go w wyznaczonym miejscu. Jednak pomimo swoich wad był produkowany w dużych ilościach, gdyż był dziesięciokrotnie tańszy w produkcji niż „Gruba Berta” kalibru 420 milimetrów, ale efekt był prawie identyczny. Dodatkowo amunicja była również tańsza, bo nie potrzebowała żadnego kosztownego metalu do naboju. Wykorzystywany był do lokalnego wsparcia ogniowego, na żądanie dowódców odpowiedzialnych za swój odcinek frontu. Użycie moździerza było często ściśle scentralizowane, a baterie były kontrolowane przez dowódców artylerii, dając im rolę uzupełniania zwykłej artylerii.

## Galeria

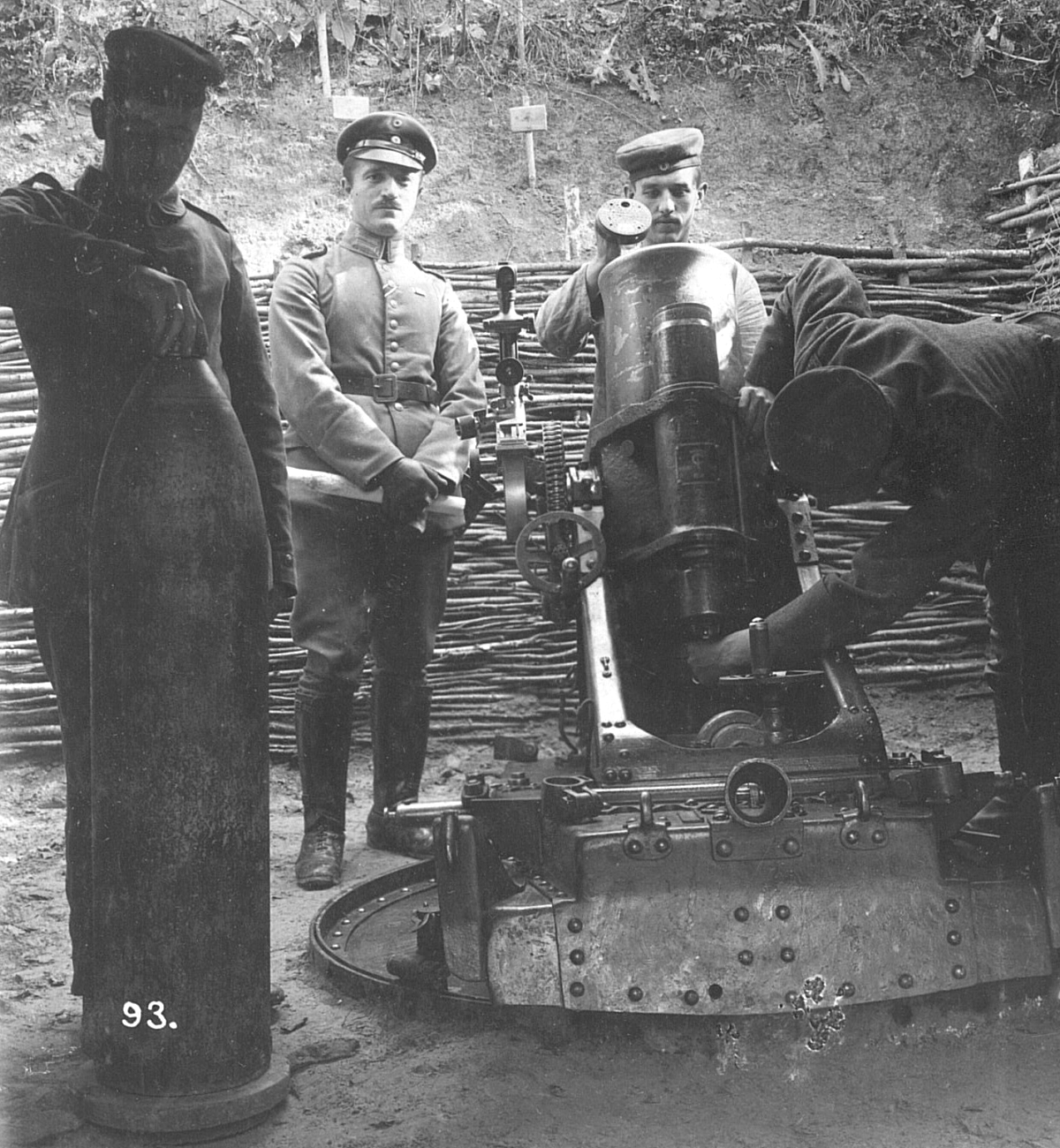
Pocisk i moździerz
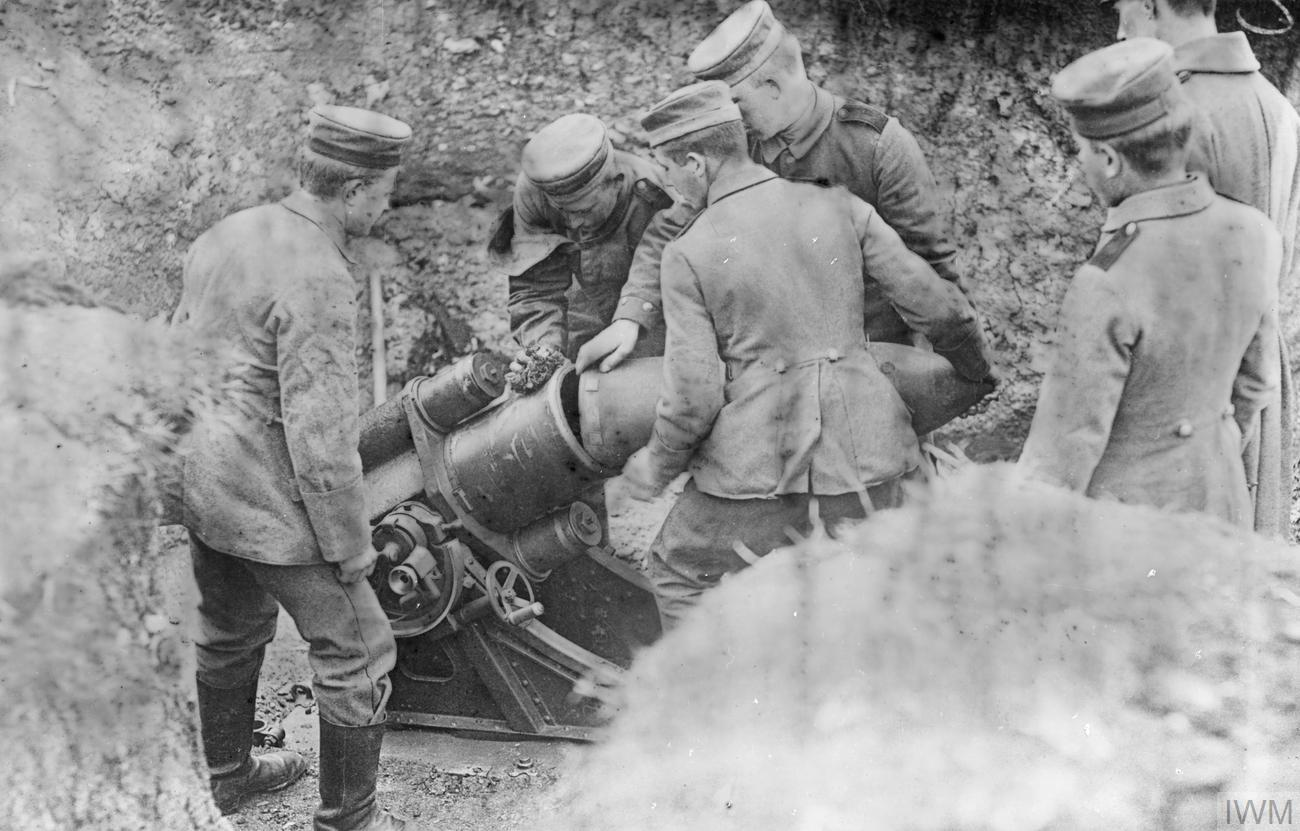
Ładowanie pocisku do moździerza
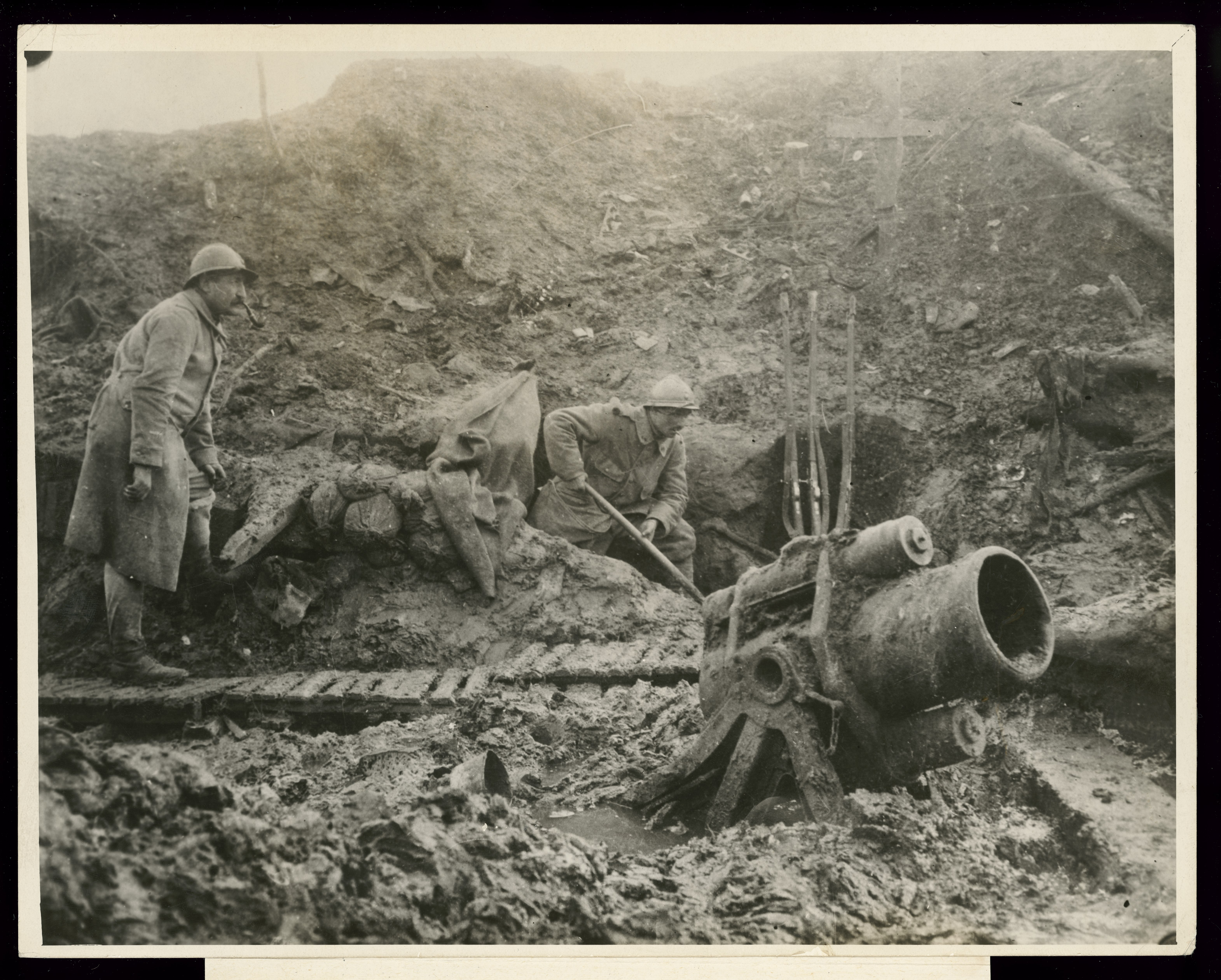
Francuzi ze zdobycznym moździerzem
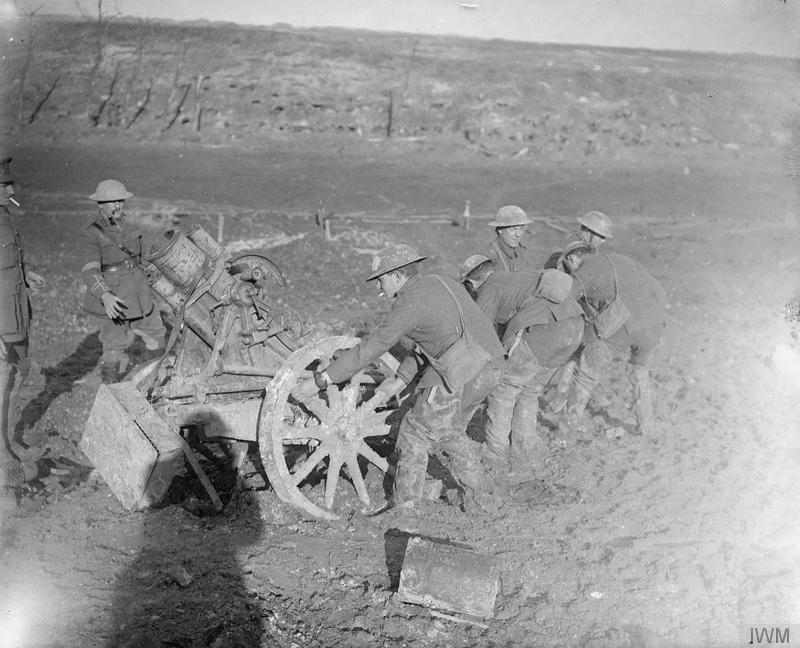
Brytyjczycy ze zdobycznym moździerzem
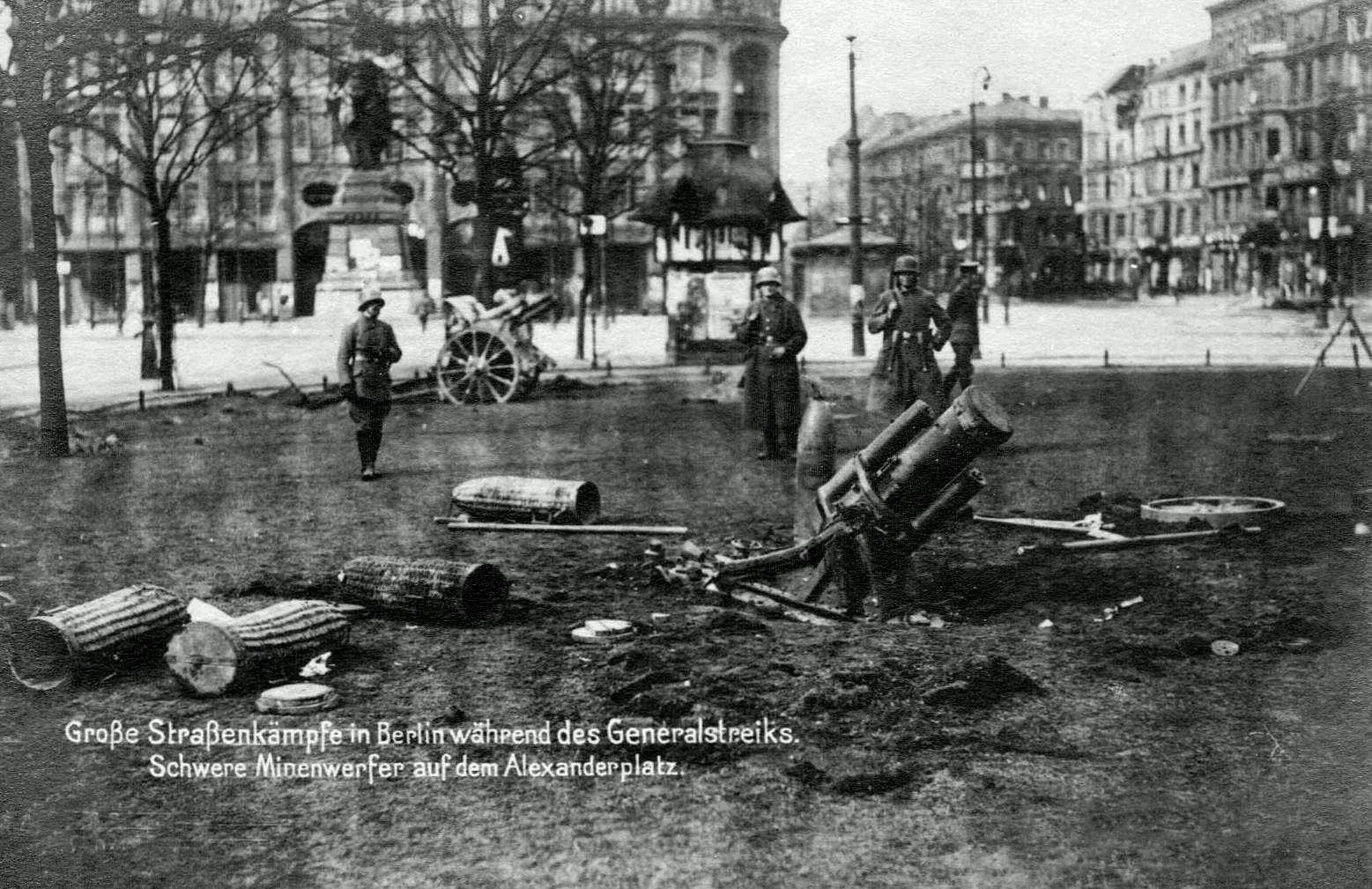
Wojska rządowe z moździerzem podczas powstania Spartakusa